# Nebmaâtrê (prince)
Pour l’article homonyme, voir Nebmaâtrê.
Nebmaâtrê (« Rê est le seigneur de la Maât ») est un prince égyptien et un grand prêtre de Rê à Héliopolis durant la XXe dynastie, probablement fils de Ramsès IX.

## Généalogie
Nebmaâtrê et Ramsès IX ont été mentionnés ensemble sur un linteau de porte dans un temple d’Héliopolis, il s'agit donc probablement de son fils. Cela ferait de lui le frère de Montouherkhépeshef et peut-être du pharaon Ramsès X. La reine Baketourel Ire, enterrée dans la tombe KV10, est probablement l'épouse de Ramsès IX. Il est donc possible que cette reine soit la mère de Nebmaâtrê.